# مياه إدوارد الجوفية
تعد مياه إدوارد الجوفية واحدة من أكثر الآبار الارتوازية الغزيرة في العالم. وتقع في الجهة الشرقية من هضبة إدواردز في ولاية تكساس الأمريكية. ويتدفق من هذه المياه حوالي 900000 فدَان قدم (1.1 كم3) في السنة، يستفيد منها مليوني شخص تقريبا. وتعتبر مياه إدوارد الجوفية ملجأً للعديد من الكائنات الحية الفريدة والمهددة بالانقراض.

## الاقتصاد
يعد توفر المياه الغزيرة المتدفقة من الأنهار التي تغذي آبار إدواردز الجوفية السبب الرئيسي في مساعدة المبشرين الاسبانيين في تأسيس معابدهم التبشيرية، مثل معبد الامو في سان انطونيو، ولقد لقى المهاجرين الترحيب فيما بعد بسبب توفر الطعام والماء ومصادر الطاقة التي تزودهم بها هذه الأنهار، وكان الاستعمار الذي حدث مبكرا ليكن أصعب بكثير بدون هذه الإمدادات.
فقد استطاعت المدن مثل سان انطونيو ونيو برانفلز وسان ماركوس سد احتياجات أعداد كبيرة من السكان دون الحاجة إلى إيجاد مصادر للمياه، كما استفاد المزارعون ومربو الماشية وأصحاب الحرف والكثير من المستخدمين للمياه الجوفية من وجودها بشكل كبير.
البيئة
إن مياه إدوارد الجوفية تعد موطنا للعديد من الحيوانات التي تعيش في الكهوف، مثل «السمكة العمياء ذو الفم الواسع» و«سمندل تكساس الأعمى» و«سارق الكهوف» و«هيلوتيس - حشرة الخنفساء» و«ناسج الشباك». هذه الحيوانات غير مكتملة النمو وتشترك جميعها في صفة رئيسية: أنها بلا عيون.
الينابيع التي يصب فيها الماء من مياه إدوارد الجوفية تعد أيضا موطنا للعديد من الكائنات الحية الفريدة، مثل «قاذف النافورة» و«سمك سان ماركوس جامبوسيا (الذي قد يكون منقرضا الآن)» و«سمندل سان ماركوس» و«بارتون سمندل الينابيع»، أما أرز تكساس البري فيقتصر نموه في الجزء العلوي من نهر سان ماركوس.

## نقطة التغذية
لدى مياه إدوارد الجوفية نقطة تغذية يصل مقدارها إلى 1250 ميل مربع (3,200 كم2)، معظم كمية الماء (والتي تقدر كميتها ب75%-80%) تنبع من الجداول والأنهار المتدفقة في المنطقة، ومثالا على هذه الجداول جدولا كيبولو وهيلوتس اللذان يصبان في مياه إدوارد الجوفية.
‌